# Loris (Carolina del Sud)
Loris è una città degli Stati Uniti d'America nella Contea di Horry, nello stato della Carolina del Sud.